# Papierrecycling

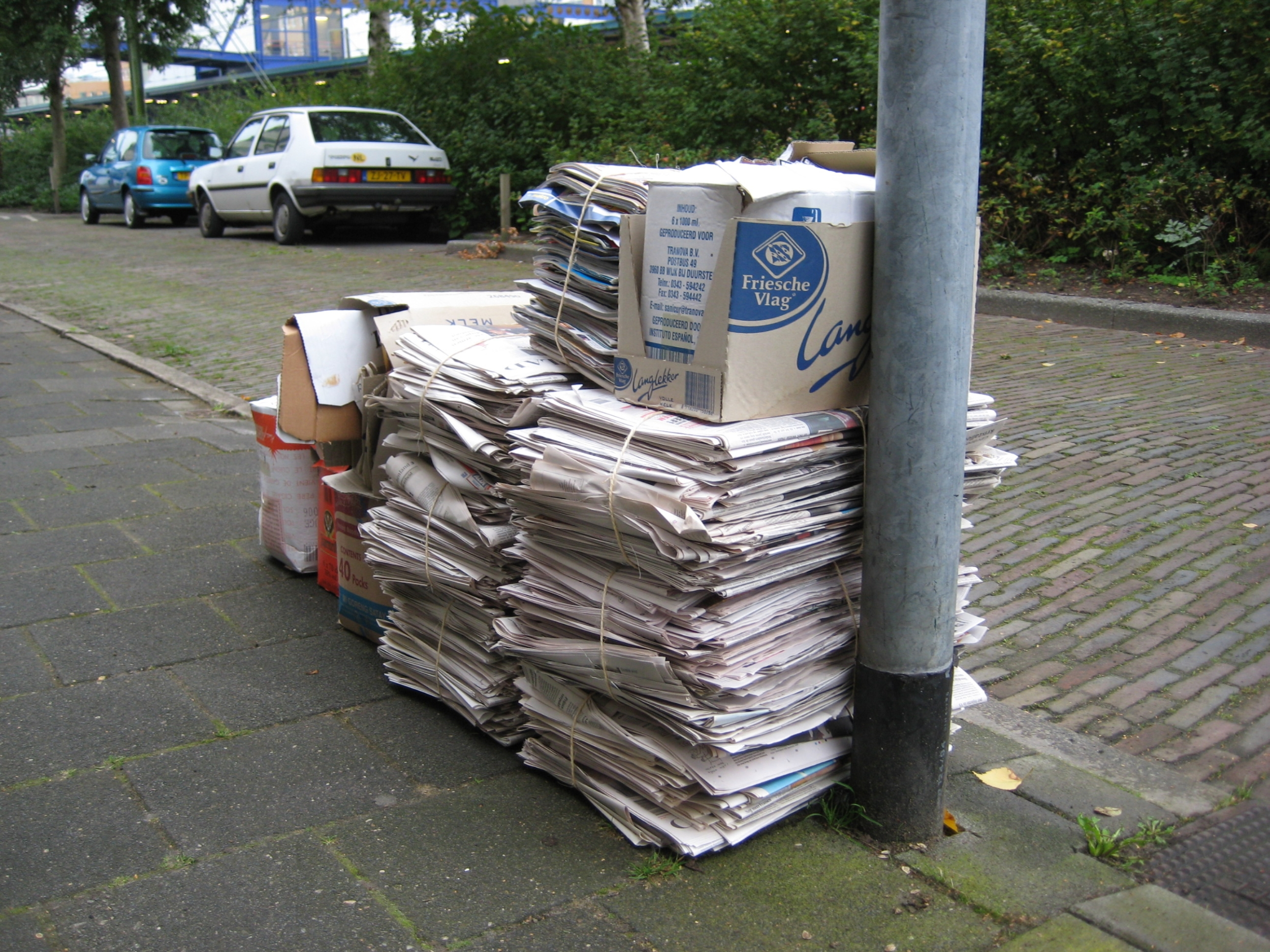
Altpapier am Straßenrand

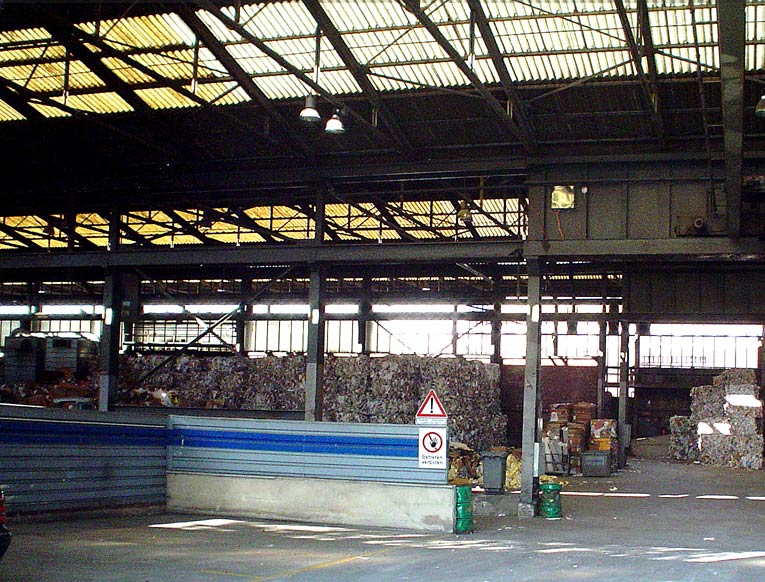
Lagerhalle für Altpapier in Hamburg

Als Papierrecycling wird die Auflösung und Aufbereitung von Altpapier, gebrauchtem Karton und Pappe in Anlagen der Papierindustrie mit dem Ziel bezeichnet, daraus wieder neues Papier, Karton und Pappe herzustellen. In geringem Umfang wird dabei aus dem verwerteten Altpapier zunächst Altpapierstoff als Halbstoff hergestellt, der erst später zur Herstellung neuen Papiers eingesetzt wird.

## Altpapiermengen
In Deutschland wurden im Jahr 2019 rund 22 Millionen Tonnen Papier, Karton und Pappe produziert. Dafür wurden nach Angaben des Verbandes Deutscher Papierfabriken mehr als 17 Millionen Tonnen Altpapier eingesetzt. Der Einsatz von Altpapier reduziert die eingesetzte Menge von Holz oder Zellstoff deutlich.
Zu einem hohen Anteil aus Altpapier hergestellt werden z. B. Verpackungspapiere und Karton (bis zu 100 %) und Zeitungspapier; die meisten Tageszeitungen werden auf Papier aus 100 % Altpapier gedruckt.
Papier wird für die unterschiedlichsten Qualitäten recycelt: zu Hygienepapieren (Toilettenpapier, Papierhandtücher und Küchentücher) oder ungestrichenem Papier wie für Kopierpapiere und Zeitungsdruckpapier. Mittlerweile gibt es aufwändig hergestellte Kopierpapiere, die in ihren Verarbeitungseigenschaften mit Frischfaserpapier vergleichbar sind und sich auch im Weißgrad nur noch minimal von diesem unterscheiden. Auch bei der Herstellung höherwertiger Papiere wie für Zeitschriften werden mittlerweile recycelte Fasern eingesetzt.
Bei Hygienepapieren und Zeitungsdruckpapier ist heute fast keine Steigerung des Altpapieranteils mehr möglich. Um die Verwertungsquoten weiter zu steigern, wird deshalb auch für höherwertige Papiere (für Zeitschriften/Magazine) vermehrt Altpapier eingesetzt. Bei mehrfachem Recycling verkürzen sich allerdings die Fasern und müssen aus dem Kreislauf ausgeschleust werden. Aus diesem Grund müssen ständig frische Fasern z. B. mit Zeitschriften (Holzschliff) und Zellstoff in den Kreislauf gelangen. So wird vermieden, dass es bei mehrfachem Recycling zum „Recyclingkollaps“ kommen kann.
Die Herstellung der verschiedenen Altpapierqualitäten richtet sich nach der durch die Papierindustrie und die Anbieter von Altpapier erstellten „Liste der Europäischen Standardsorten und ihre Qualitäten“. Diese Liste beschreibt in der Europäischen Norm EN 643:2014-05 95 Altpapiersorten in ihrer Zusammensetzung und Qualität. Die Anzahl der standardisierten Sorten nimmt ständig zu, da Papierfabriken Techniken entwickeln, vormals nicht nutzbare Qualitäten doch zu verarbeiten.

## Altpapiersammlung

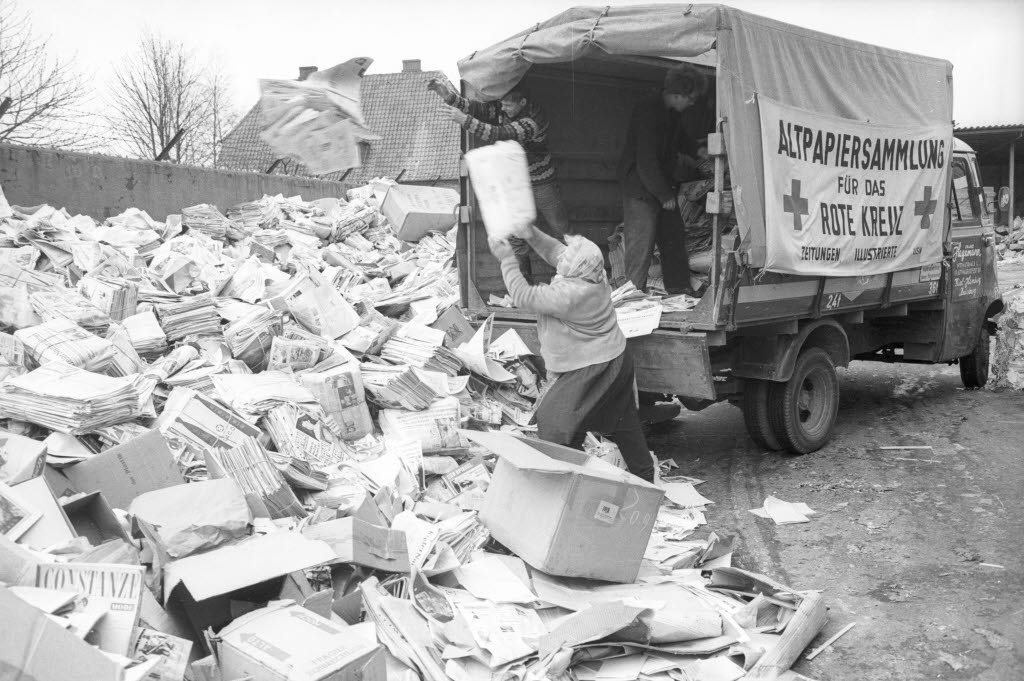
Altpapiersammlung für das Deutsche Rote Kreuz (1968)

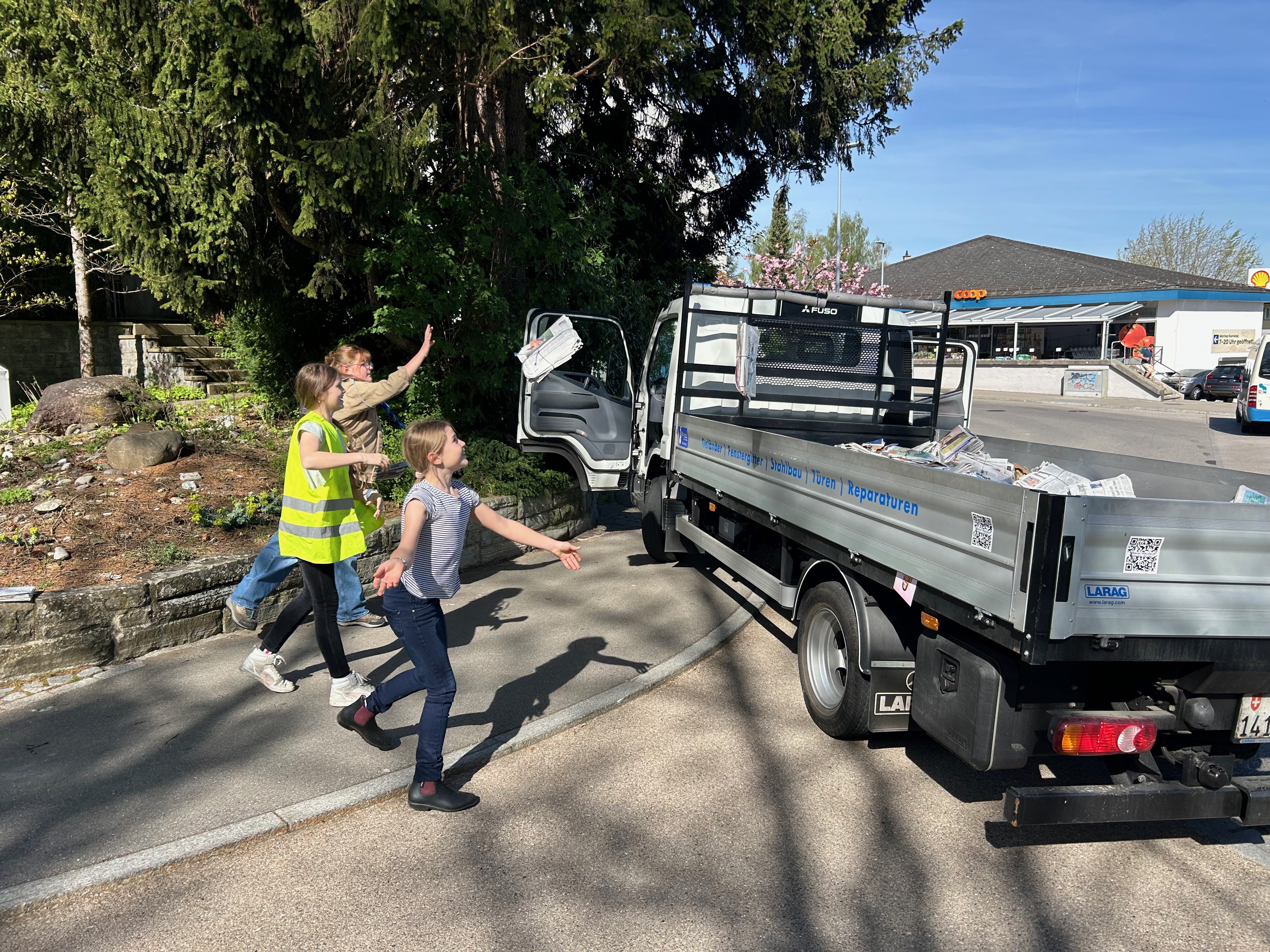
Schweizer Pfadfinder sammeln Altpapier

Die Altpapiersammlung in Deutschland besteht aus einem Hol- und Bringsystem, an dem private und kommunale Unternehmen mitwirken. Die Sammlung von Altpapier wird durch das Kreislaufwirtschaftsgesetz geregelt. Das Holsystem ist dadurch gekennzeichnet, dass das Altpapier in die dafür von den Kommunen bereitgestellten Tonnen, Container oder Säcke an den Anfallstellen entsorgt, dann von Entsorgungsfahrzeugen abgeholt und in Sortieranlagen sortiert wird. Beim Bringsystem, auch als alternatives Erfassungssystem bezeichnet, werden die Altpapiere von den Verbrauchern gesammelt und vorsortiert an Altpapierankaufstellen oder Recyclinghöfen abgegeben. Dadurch ist der energetische Aufwand zur Erzeugung von sortenreinem Altpapier geringer als beim Holsystem, bei dem die Qualität der Altpapiersortierung geringer ist. Als Altpapierankaufstellen werden gewerbliche Entsorgungsträger bezeichnet, die für die Abgabe von Altpapier Bargeld auszahlen.

## Altpapiersortierung
Die Altpapiersortierung erfolgt nach Altpapierstandards (CEN European Standard EN 643, Institute of Scrap Recycling Industries Inc. und Paper Recycling Promotion Center), in denen die zulässigen Qualitäten für Europa, Nordamerika und Japan bestimmt sind. Sie soll dazu beitragen, dass die Papierfabriken einen qualitativ hochwertigen Sekundärrohstoff zur Erzeugung ihrer Recyclingpapiere erhalten. Gängige Verfahren zur Sortierung von Altpapier erfolgen manuell, teil- oder vollautomatisiert.

## Verarbeitung von Altpapier
Zum Einsatz in der Papierproduktion wird Altpapier in Wasser aufgelöst und von Fremdstoffen gereinigt. Der Energie- und Wasseraufwand bei der Produktion von Recyclingpapier ist in der Regel geringer als bei der Herstellung von Papier aus Primärfasern wie Holz oder Zellstoff.
Der größte Teil des Altpapiers wird für die Herstellung von Verpackungspapieren wie Wellpappenrohpapieren oder Maschinenkarton eingesetzt. Aber auch graphische Papiere, Zeitungsdruckpapier oder Magazindruckpapier werden völlig oder zu einem Anteil aus Altpapier hergestellt. Dafür werden Sorten bevorzugt, die überwiegend aus gebrauchten Zeitungen und Zeitschriften bestehen. Schlüsselprozess bei der Altpapieraufbereitung für graphische Recyclingpapiere ist das Deinking, bei dem die Druckfarben von den Altpapierfasern abgelöst werden. Durch weiße Füllstoffe (Calciumcarbonat, Kaolin) und/oder durch zusätzliches Streichen der Papieroberfläche mit weißer Streichfarbe wird der Weißegrad von graphischen Recyclingpapieren zusätzlich erhöht.
Während normale Offset- oder Tiefdruckfarben keine Probleme im Deinking bereiten, stellen Flexodruck-Farben und UV-Druck ein erhebliches Problem dar. Auch Inkjet-Tinten und Flüssigtoner behindern das Deinking. Vor allem dann, wenn entsprechende Altpapiere aus Massendrucksachen (Werbesendungen) oder digital gedruckten Zeitungen in großen Menge ins Altpapier geraten.

## Geschichte
Bereits vor langer Zeit machten sich Menschen Gedanken um die Entsorgung bzw. Weiterverwertung von Altpapier. So wurden schon in der Ersten Zwischenzeit des Alten Ägypten Papyri zur Herstellung von Kartonagen für Totenmasken recycelt, wie der Archäologe Flinders Petrie 1907 bei seinen Grabungen in Rifeh entdeckte. Aus den Funden zog Archibald Henry Sayce die Schlussfolgerung, dass die Hersteller dazu ganze Sammlungen nicht mehr genutzter alter Papyri aufkauften. Auch das später auf Holz- oder Hanfbasis hergestellte Papier wurde nach der ursprünglichen Nutzung oft einer weiteren Verwendung zugeführt, z. B. von Buchbindern benutzt, um damit unter anderem Buchdeckel und -rücken zu stabilisieren.
Für die Zeit um 1775 gibt es Belege, dass man Methoden gefunden hatte, gebrauchtes Papier wieder zu „neuem“ Papier umzuarbeiten. Christian Friedrich Daniel Schubart schreibt dazu in seiner Deutschen Chronik Folgendes: „Justus Claproth in Göttingen erfand die Kunst, altes, schon gedrucktes Papier wieder rein, und aufs neue zum Druck brauchbar zu machen. Wilhelm Heinrich Sebastian Buchholz in Weimar hat diese Kunst ausgeübt, und einen alten juristischen Folianten durch Beyhülfe des Weimarischen Papiermachers Wiesers in neues Papier umgeschaffen, worauf nun die Erfurter gelehrte Zeitung gedruckt wird. Das 21. Stück ist das erste auf diese Art gedruckte, und ist sehr gut ausgefallen. Wie vertilgt man aber die Druckerfarbe? Man braucht Walker Erde, auch weißen Thon mit Pottasche vermischt dazu. ’s ist doch ein Elend; nun haben die schlechten Schriftsteller nicht einmal mehr den Trost von Käskrämern und Heringsweibern auf’m Markte gelesen zu werden.“

## Perspektive
Altpapier ist mit einem Anteil von rund zwei Dritteln bereits seit vielen Jahren mengenmäßig der wichtigste Rohstoff der deutschen Zellstoff- und Papierindustrie. 2019 belief sich der Altpapierverbrauch auf 17,2 Mio. Tonnen.
Betrug die Altpapiereinsatzquote der deutschen Papierindustrie 1950 noch 30 %, stieg diese über die Jahre kontinuierlich an, im Jahr 2019 betrug die Altpapiereinsatzquote der deutschen Papierindustrie bereits 78 %.
Das Altpapierrecycling in Deutschland ist durch eine qualitativ hochwertige Getrennterfassung von Altpapier gekennzeichnet. Die Erfassung in den Kommunen bzw. in den gewerblichen Anfallstellen, die Bereitstellung durch Kommunen oder Entsorgungswirtschaft und das Recycling in den Papierfabriken ist die Grundlage für ein seit vielen Jahren bewährtes System, das auf einer hohen Altpapierqualität beruht und eine hohe Altpapierrücklaufquote garantiert. Die Einsortierung der Altpapierqualitäten erfolgt dabei nach der europäischen Altpapiersortenliste DIN EN 643.
Betrug die Altpapierrücklaufquote in Deutschland im Jahr 1985 noch rund 43 %, liegt diese seit Mitte der 1990er Jahre stetig bei über 70 und betrug im Jahr 2019 78 %. Der Papierkreislauf in Deutschland ist Vorbild für weitere EU-Staaten und für die übrige Kreislaufwirtschaft.
Deutschland ist mit 2,4 Mio. Tonnen (2019) der größte Nettoimporteur von Altpapier in Europa und gleichzeitig der wichtigste europäische Altpapiermarkt. 2019 gehörte Deutschland mit 4,9 Mio. Tonnen zu den 10 größten Einfuhrländern von Altpapier und rangiert hinter China und Indien auf Platz 3.